# オウギタケ科
オウギタケ科（扇茸科、Gomphidiaceae）は、担子菌門ハラタケ亜門 （Agaricomycotina）のハラタケ綱（Agaricomycetes）イグチ目（Boletales）に属するキノコの科の一つである。

## 形態
子実体はカヤタケ型（Clitocyboid）あるいは歪んだ塊状をなし、後者の場合には底部に痕跡的な柄を有し、小形またはむしろ大形、かさ（あるいは子実体そのもの）の表面は平滑もしくは綿毛状あるいは粉状を呈し、多少とも（あるいは著しく）粘性を有することが多いがまれに乾性である。胞子を形成する部位である子実層托は、カヤタケ型のものではひだ状で、まれに甚だしく分岐・吻合してやや迷路状を呈することがあるが、完全な管孔状となることはなく、個々のひだはむしろ厚くてやや疎あるいは著しく疎、柄に著しく垂生し、ロウ質あるいはややゼラチン質でしばしば鈍縁、灰色ないし暗灰褐色（乾燥標本では暗さび褐色）を呈する。子実体が塊状をなす場合には、子実層托は成熟しても露出することはなく、不規則な迷路状あるいはスポンジ状となる。肉は白色または有色（黄褐色ないし橙褐色・サケ肉色・灰褐色など）を呈し、柄が発達する場合、その中央部が太まるかあるいはほぼ上下同大（もしくは基部が顕著に細まる）で、ときに上半部において粉状、もしくは下半部がゼラチン状の被膜におおわれ、中実である。外被膜は膜質ではなく、顕著な「つぼ」となって残存せず、繊維状ないし綿毛状、もしくは著しくゼラチン化し、あるいはまれに粉状または粒状で、かさの表面や柄の下半部を覆う。内被膜も発達が悪く、明らかな「つば」を生じることはなく、綿毛状で痕跡的もしくはほぼ完全に欠けている。

胞子紋は暗黒褐色から暗赤褐色ないしほぼ黒色を呈するが、ときにオリーブ色を帯びることもあり、多くの場合には乾くとやや赤みを帯びる。胞子は一般に長形で長紡錘状ないし長円筒状をなし、一側が強く偏圧され、発芽孔を欠き、載頭状（truncate）となることはなく、表面は平滑でコットンブルーによく染まり、ヨウ素溶液で染色されない（非アミロイド性）かもしくはかすかに赤褐色となる（弱い偽アミロイド性）。担子器は通常は4個の胞子を生じ、少なくとも成熟時には細長く伸長する性質があり、能動的に胞子を射出する（子実体がかさと柄とからなるグループ）かもしくは射出しない（子実体が塊状を呈し、柄が退化したグループ）。シスチジアはしばしば油状の内容物を含んでおり、時に部分的に（あるいは全体的に）細胞壁が肥厚しており、その外面はクリ色ないし赤褐色の樹脂状の沈着物におおわれている。子実層托の実質は、通常は菌糸がひだの面に平行に配列した狭い中軸層と、それから分岐し、ひだの縁に向かって左右に広がりつつV字状に配列する菌糸群（側層）とから構成された散開型の構造を有し、この両層の間には密に絡み合った菌糸で構成された厚い組織（子実層脚と呼ばれる）が存在する。子実体の構成菌糸には、かすがい連結を欠く場合と備える場合とがあり、後者の場合でも、子実体のほぼ全体でかすがい連結が認められる場合と、かさの表皮層や柄の基部をおおう菌糸の層のみに限定される場合とがある。菌糸はしばしばヨウ素溶液で暗青色ないし暗紫色に染まる性質（アミロイド性）があり、種によってはシスチジアも呈色を示す場合がある。

## 生態
マツ科（Pinaceae）のさまざまな樹木との間に外生菌根を形成して生活するものと考えられていたが、最近、ほぼすべての種がイグチ類の菌に寄生する性質を持つことが明らかになった。

クギタケ属の菌は、イグチ類の中でも、マツ属の樹木と外生菌根を作るヌメリイグチ属（Suillus）に特異的に寄生するとされ、寄生する側のクギタケ属菌の種と、寄生される側のヌメリイグチ属の種との間には、かなり厳密な種特異性がしばしば見出されているという

## 分布
北半球の温帯から寒帯（マツ科の樹種が分布する地域）にかけて広く産し、亜熱帯地域においては、針葉樹林が成立している高地を中心に分布している。また、南半球では、人為的に導入されたマツ科の樹木の植林地に発生し、帰化菌類の一例として扱われている。

## 成分
すべての種について調査がなされているわけではないが、子実体には、ゼロコミン酸（Xerocomic acid）およびボビキノン（boviquinone）類など、イグチ属やヌメリイグチ属などの所属種と共通する化学成分をしばしば含有している。

## 分類

### 分類学上の位置づけ
ひだを備えたハラタケ型（agaricoid）の子実体を形成するものではあるが、系統分類学上ではイグチ目（Boletales）に属する。子実体に、イグチ属やヌメリイグチ属の菌と共通する化学成分を含有していることも、この位置づけの根拠の一つとなっている。

### 類似した分類群
旧来の概念によるヌメリガサ科（Hygrophoraceae）ヌメリガサ属（Hygrophoraceae）とは、子実層托（ひだ）の顕微鏡的構造において類似がみられるが、後者では胞子は決して黒色・黒褐色などの濃い色調を呈することはなく、通常はシスチジアを欠く点でまったく異なっている。

いっぽう、ヒダハタケ科（Paxillaceae）に置かれるヒダハタケ属（Paxillus）やイグチ科（Boletaceae）に所属するキヒダタケ属（Phylloporus）なども、イグチ類との類縁関係を有する菌群であり、子実体の外観などはクギタケ属に類似するが、ともに胞子紋の色調がより明るく、外生菌根を形成する樹種がマツ科に限定されない点で区別できる。

## 属

### オウギタケ属
オウギタケ属（Gomphidius）は科のタイプ属であり、タイプ種はシロエノクギタケ（Gomphidius glutinosus (Schaeff.) Fr.）である。かさの表面や柄の下半部には分厚い粘液層（不規則に絡み合いつつ、著しくゼラチン化した菌糸群で構成され、外被膜に相当する）が形成されている。子実体の組織中には、ヨウ素溶液で暗青色ないし暗紫色に変色するアミロイド性菌糸が混在しない。世界で17種3変種が記録されているが、分類学的概念がはっきりせず、再検討を要するものも含まれている。

### クギタケ属
クギタケ属（Chroogomphus）のタイプ種はクギタケ（Chroogomphus rutilus (Schaeff.: Fr.) O.K. Miller）である。もとはオウギタケ属の中に設けられた三つの亜属の一つであったが、かさの表面の外被膜層がごく薄く、著しくはゼラチン化しないことや、子実体の菌糸が少なくとも部分的には明らかにアミロイド性を示すことによって分離され、独立属となった。世界で約20種が知られている。

### Cystogomphus
Cystgomphus はタイプ種であるCystgomphus humblotii Sing. のみを含む。子実体の外観はフサクギタケのそれによく似て、一時はフサクギタケと誤同定されたほどであるが、外被膜が球嚢状の細胞で構成されており、かさはまったく粘性を持たない点で区別されている。C. humblotii は、パリ郊外に植栽された針葉樹の樹下で採集されたものであるが、日本国内はもちろん世界のどこからも、二度目の採集記録は報告されていない。また、タイプ標本も所在不明である。なお、宿主の針葉樹については、原記載においても樹種は明示されていないが、おそらくフランス国外から移入されたと推定されている。

### Gomphogaster
Gomphogaster はタイプ種であるGomphogaster leucosarx (A.H. Smith & Sing.) O.K. Miller だけからなる腹菌型の属で、上下にややつぶれてゆがんだ塊状の子実体を形成する。子実体の内部には、立体的な迷路状に変形した淡灰褐色の子実層托が形成され、白っぽい柱軸（退化した柄）が、子実体の底部から頂部へと子実層托を貫通する。シスチジアは細い脚状部を備えたこん棒形をなし、子実体を構成する菌糸にはかすがい連結を持たない。初めはBraunielulla 属に置かれていたが、子実体の組織の中にはアミロイド性の菌糸がまったく含まれない点から、独立した一属とされ、現在では、むしろオウギタケ属に類縁関係が深いものであると考えられている。

### 廃棄された属
なお、Braunielulla 属は、古くはオウギタケ科に所属する腹菌型の一属として独立していたが、分子系統学的解析の結果、クギタケ属に併合されて現在では廃棄されている。

## 食・毒性
いままでのところ、有毒性が確認された種類はない。ただし、食用きのことして重視されるほどのものもあまりなく、商業的にもあまり重視されていないようである。